# Tinajo
Tinajo és un municipi situat a l'oest de l'illa de Lanzarote, a les illes Canàries.
Les principals indústries són l'agricultura (vinya, fruiteres, cebes) i el turisme (esportiu i surf) localitzat en el barri de La Santa i el Parc Nacional de Timanfaya, que comparteix amb el municipi de Yaiza. A Mancha Blanca es troba l'ermita de nostra Senyora de los Volcanes (Patrona de Lanzarote).